# Cody Lampl
Cody Lampl (* 19. Juni 1986 in Allegheny, Pennsylvania) ist ein ehemaliger US-amerikanisch-deutscher Eishockeyspieler und derzeitiger -trainer, der im Verlauf seiner aktiven Karriere zwischen 2005 und 2024 unter anderem über 330 Spiele für die Fischtown Pinguins Bremerhaven, Adler Mannheim und Straubing Tigers in der Deutschen Eishockey Liga (DEL) auf der Position des Verteidigers bestritten hat. Zudem absolvierte Lampl, der mit den Adler Mannheim im Jahr 2019 die Deutsche Meisterschaft gewann, über 300 weitere Partien in der ECHL.

## Karriere

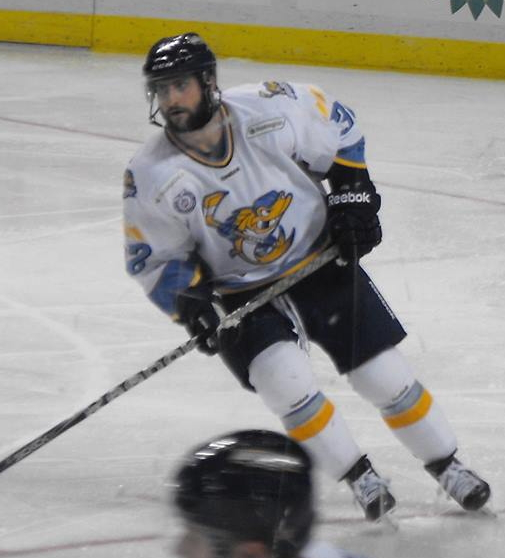
Lampl im Trikot der Toledo Walleye (2013)

Lampls Großeltern stammen aus Deutschland, sie wanderten nach Nordamerika aus. Geboren wurde Lampl in Allegheny im US-Bundesstaat Pennsylvania, aufgewachsen ist er in Ketchum im Bundesstaat Idaho.
Er spielte zwischen 2003 und 2005 für die Sioux Falls Stampede, Danville Wings und Chicago Steel in der United States Hockey League (USHL), ehe er sich am Colorado College einschrieb und zwischen 2005 und 2009 parallel zu seinem Studium für die Universitätsmannschaft in der National Collegiate Athletic Association (NCAA) spielte. Am Colorado College studierte er Geschichte und Gesellschaftswissenschaften.
Von 2009 bis 2015 absolvierte er für vier Vereine – namentlich die Las Vegas Wranglers, Idaho Steelheads, Utah Grizzlies und Toledo Walleye – insgesamt 274 Einsätze in der ECHL sowie 40 Partien in der American Hockey League (AHL) mit den Abbotsford Heat, Grand Rapids Griffins und St. John’s IceCaps. Im Frühjahr 2010 zog Lampl mit den Idaho Steelheads ins Finale der ECHL ein, unterlag dort jedoch den Cincinnati Cyclones. Mit den IceCaps erreichte er 2014 die AHL-Finalserie um den Calder Cup, kam dort aber nicht zum Einsatz.
Zur Saison 2015/16 zog es Lampl erstmals nach Europa. Er wurde vom deutschen Zweitligisten Fischtown Pinguins Bremerhaven unter Vertrag genommen. Zur Saison 2016/17 erhielt die Mannschaft aus Bremerhaven eine Lizenz für die Deutsche Eishockey Liga (DEL) zugesprochen. Lampl gehörte auch nach dem Aufstieg zum Kader. Er blieb bis zum Ende des Spieljahres 2017/18 in Bremerhaven. Mitte April 2018 wurde sein Wechsel zu den Adler Mannheim bekannt gegeben, wo er einen Vertrag bis 2020 unterzeichnete. In der Saison 2018/19 konnte Lampl mit Mannheim die Deutsche Meisterschaft gewinnen. Im Dezember 2019 wurde die vorzeitige Vertragsverlängerung um eine weitere Saison bekannt gegeben. Nach insgesamt drei Jahren im Trikot der Adler wechselte Lampl zur Saison 2021/22 zu den Straubing Tigers. Dort verbrachte der Verteidiger drei Spielzeiten. Nach der Saison 2023/24 beendete der 37-Jährige seine aktive Karriere und wechselte teamintern in den Trainerstab der Straubinger.

## Erfolge und Auszeichnungen
- 2016 Aufstieg in die DEL mit den Fischtown Pinguins Bremerhaven
- 2019 Deutscher Meister mit den Adler Mannheim

## Karrierestatistik
(Legende zur Spielerstatistik: Sp oder GP = absolvierte Spiele; T oder G = erzielte Tore; V oder A = erzielte Assists; Pkt oder Pts = erzielte Scorerpunkte; SM oder PIM = erhaltene Strafminuten; +/− = Plus/Minus-Bilanz; PP = erzielte Überzahltore; SH = erzielte Unterzahltore; GW = erzielte Siegtore; 1 Play-downs/Relegation; Kursiv: Statistik nicht vollständig)